# Dan Dan Kokoro Hikareteku
"Dan Dan Kokoro Hikareteku" (DAN DAN 心魅かれてく, "Passo a passo, você encanta meu coração" em tradução literal e "Coração de Criança" na versão adaptada para o português) é uma canção escrita por Izumi Sakai e Tetsurō Oda, originalmente cantada e lançada como o quarto single da banda de J-Rock Field of View em 11 de março de 1996. A música é utilizada como o tema de abertura de Dragon Ball GT e para o encerramento do filme Dragon Ball, A Caminho do Poder. O single vendeu mais de 400.000 cópias. Sakai lançou uma versão cover da música no álbum Today Is Another Day de sua banda, a Zard.

## Antecedentes e gravação
"Dan Dan Kokoro Hikareteku" foi escrita por Izumi Sakai e Tetsurō Oda para servir como tema de abertura da série de Dragon Ball GT. U-ya Asaoka, vocalista da Field of View, ouviu a música pela primeira vez quando era uma demo com apenas uma guitarra, e já a considerou "incrível". Ele disse que a banda conseguiu trocar opiniões sobre a faixa de igual para igual com Oda e o arranjador Takeshi Hayama . Asaoka imaginou escrever as letras sozinho, mas então recebeu um fax com as letras escritas por Sakai, chegando a declarar; "Veja, eu tentei escrever a letra sozinho, mas a dela era muito melhor, muito mais cativante. Pensei: 'Simplesmente não consigo superar isso.'" Ele também declarou que a letra se encaixava bem com Dragon Ball, "Tem a parte que diz Ai to yuuki to hokori wo motte tatakau yo ('Vou lutar com amor, coragem e orgulho'), e isso é Dragon Ball em poucas palavras. Quanto mais o tempo passa, mais profunda a letra parece ficar."
Embora tenha achado "maravilhosamente cativante" a letra de Sakai, Asaoka sentiu que a letra de Sakai era um pouco incomum. “Havia algumas partes em que eu não tinha certeza de como deveriam se encaixar na música de fundo. Por exemplo, há uma parte logo antes do primeiro refrão que diz, ‘Sukoshi dake furimukitakunaru you na toki mo aru kedo’, e eu não tinha ideia de como deveria adequá-la ao tempo da música." O cantor disse que eles ainda estavam tentando encontrar o tempo correto por tentativa e erro durante a gravação, até receber uma fita demo de Sakai cantando ela mesma. De acordo com Asaoka, os dois compositores da música perceberam mais tarde que as letras de Sakai e a música de Oda foram criadas com frases diferentes em mente, então colocá-las juntas teve o efeito não intencional de criar algo diferente com seu apelo único.
"Dan Dan Kokoro Hikareteku" é o primeiro lançamento da Field of View após a saída do tecladista Jun Abe da banda, sendo gravada antes da entrada do baixista Kenji Niitsu. O videoclipe da música foi filmado na Universidade Kogakuin . O lado B do single é "Dear Old Days", que foi composto por Akihito Tokunaga, compositor da trilha de Dragon Ball GT .
O single alcançou a quarta posição no Oricon Singles Chart e ficou nas paradas por 11 semanas. Foi certificado Platina pela RIAJ pelas vendas de 400.000 cópias. Asaoka ainda canta a música ao vivo e afirmou que, embora tenha melhorado como cantor, ele diminui seu nível de habilidade para cantá-la exatamente como fazia há mais de 26 anos. "Quando uma música se torna um sucesso como esse e é amada por tantas pessoas, não é mais minha música - é deles.", "Considero certo que devo tocá-la do jeito que sempre foi, sem mudar nada."
A kickboxer Panchan Rina, que derivou seu nome de ringue do personagem Pan de Dragon Ball, usa "Dan Dan Kokoro Hikareteku" como sua música de entrada. O artista marcial misto Shooto Watanabe e Dan Onodera do time de beisebol Hanshin Tigers também a usaram como música de entrada.
No Brasil a música se tornou bastante popular, frequentemente elencada como uma das melhores aberturas de anime adaptadas para o português. Além disso, é frequentemente utilizada em casamentos como música de entrada para um dos noivos.

## Tracklist
| N.º | Título                                         | Arrangement      | Duração |  |
| 1.  | "Dan Dan Kokoro Hikareteku"                    | Takeshi Hayama   |         |  |
| 2.  | "Dear Old Days"                                | Akihito Tokunaga |         |  |
| 3.  | "Dan Dan Kokoro Hikareteku (Original Karaoke)" | Takeshi Hayama   |         |  |

## Versões de capa
"Dan Dan Kokoro Hikareteku" foi regravada muitas vezes em diferentes idiomas.
- A letrista da música, Sakai, lançou um cover com seu grupo Zard em seu álbum de 1996 , Today Is Another Day .[11]
- Vic Mignogna cantou a música em inglês para a dublagem Funimation de Dragon Ball GT .
- O México recebeu uma versão em espanhol intitulada "Mi corazón encantado", cantada por Aaron Montalvo, que transformou a música em versão completa em 2018.
- Existe uma versão castelhana intitulada "Ven, ven" cantada por Momo Cortés.
- Uma versão intitulada "Me cautiva tu sonrisa" foi cantada por Álvaro Véliz.
- A variação brasileira é intitulada "Coração de criança" e cantada por Ricardo Fábio.
- Uma versão alemã do especial de TV <i id="mwZg">Dragon Ball GT</i> é intitulada "Hand in Hand" e cantada por Carsten Schmelzer.
- Outra versão alemã, intitulada "Sorae" e interpretada pela banda de rock alemã Anime Allstars, foi usada na dublagem de episódios de Dragon Ball GT TV.
- Uma versão tailandesa foi lançada em CD e fita cassete em 2001, no álbum Highlight Cartoon 9 Songs Hit - Famous Cartoon Party . Foi cantada por Jirayu Phongsuwan e Nattakorn Chatikavanich.
- Uma versão em hebraico foi cantada por Eli LuLai, vocalista da banda Rockfour .
- Uma versão catalã intitulada "Dona'm la ma" foi cantada por Toni Ten para a dublagem catalã de Dragon Ball GT.
- O cantor Ricardo Junior, responsável pela adaptação original da abertura para o português brasileiro como "Sorriso Resplandecente" lançou uma versão completa chamada "Coração de Criança".
- Existem duas versões coreanas.
  - A primeira foi cantada por Bang Dae-Sik na década de 1990.
  - A segunda foi criada no início de 2010, intitulada "Jeom Jeom Ma-Eum-I Kkeullyeo", e cantada por Maeng Su-Min.